# 영덕동
영덕동(靈德洞)은 용인시 기흥구 최서단에 위치한 동이다. 원래 신갈동의 법정동이었으나, 택지지구인 흥덕지구 개발에 따라 인구가 증가하면서 신갈동에서 분리되어 설치되었다. 흥덕지구는 기흥구 영덕동을 줄인 이름이다.

## 연혁
- 1914년 3월 1일 : 영통리와 덕동 일부를 합쳐서 영덕리 신설
- 1994년 12월 26일 : 영덕리 황골마을 일대를 같은 날 신설된 수원시 영통동으로 넘겨줌
- 2005년 10월 31일 : 용인시에 3개 구가 신설될 때 기존의 기흥읍과 구성읍을 합친 기흥구에 편입되면서 동으로 승격되고, 행정동인 신갈동의 법정동으로 됨
- 2007년 5월 9일: 광교신도시 조성에 따라 영동고속도로 남쪽 용인시 수지구 상현동 및 기흥구 영덕동 일부를 수원시 영통구 하동에 편입함.[1][2]
- 2010년 8월 2일 : 영덕동 분리, 신설
- 2010년 9월 10일 : 동주민센터 신설
- 2019년 9월 13일: 수원시 영통구 원천동 일부와 용인시 기흥구 영덕동 일부를 교환함.[3][4]
- 2020년 1월 20일: 영덕동을 영덕1동과 영덕2동으로 분리

## 인구

### 인구 구성

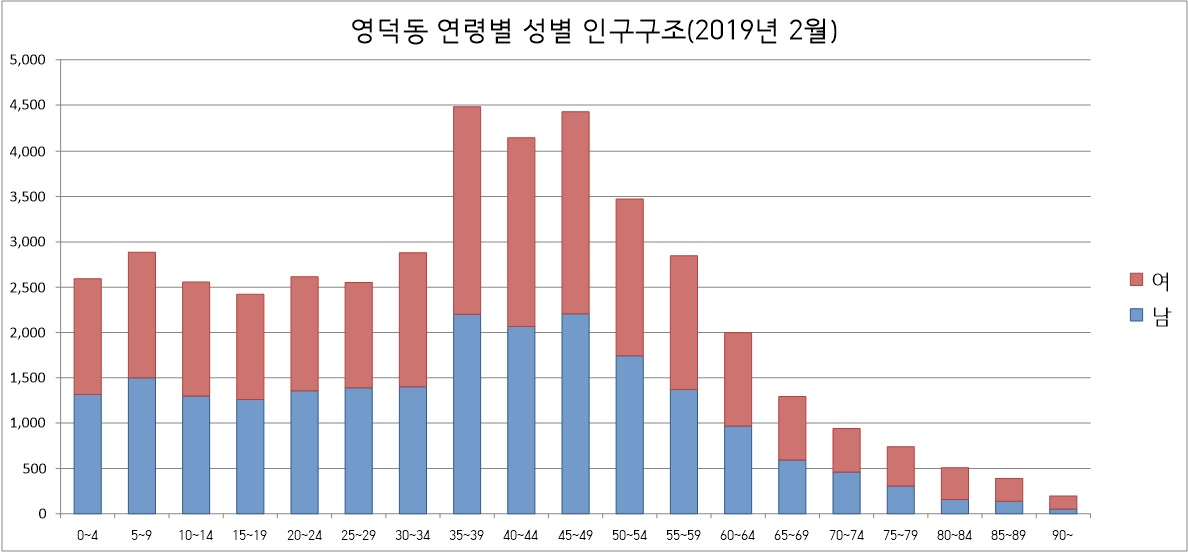
용인시 영덕동 성별 인구구조구조

영덕동의 인구는 43,938명(2019년 2월 28일 기준, 내국인)으로 용인시 전체 인구의 4.2%를 차지한다. 남자는 21,788명, 여자는 22,150명이며 외국인은 334명이다. 영덕동은 일반적인 도시의 특성이 나타나서 유소년(15세 미만 인구) 인구비율은 18.3%로 용인시 전체 비율(16.1%)보다  높으며 노인(65세이상 인구) 인구 비율은 9.3%로 용인시 전체 비율(12.2%)보다 낮다.

### 산업별 종사자 현황
2015년 현재 영덕동의 산업 총종사자 수는 16,637명이다. 이중 도매 및 소매업 종사자 수가 2,982명으로 가장 비중이 높다. 그리고 제조업 종사자가 2,036명으로 두번째로 비중이 높다. 보건업 및 사회복지서비스업 종사자는 2,023명, 전문, 과학 및 기술서비스업 종사자는 1,408명으로 높다.

## 주거
| 단지명                           | 건설사            | 시행사                  | 주소                                | 입주        | 비고                                          |
| -------------------------------- | ----------------- | ----------------------- | ----------------------------------- | ----------- | --------------------------------------------- |
| 영통빌리지                       | ㈜효성            | 대한주택공사            |                                     | 1999년 11월 |                                               |
| 흥덕마을 1단지                   | 양우건설 중흥건설 | 대한주택공사            |                                     | 2009년 2월  | 국민임대                                      |
| 흥덕마을 3단지                   | 양우건설          | 대한주택공사            |                                     | 2009년 9월  | 국민임대                                      |
| 흥덕마을 4단지                   | 우미건설          | 대한주택공사            |                                     | 2009년 6월  | 국민임대                                      |
| 흥덕마을 9단지 우미린 레이크포레 | 우미건설          | 용인도시공사            |                                     | 2009년 5월  |                                               |
| 광교레이크 스위첸                | 케이씨씨건설㈜    | 경기도시공사            |                                     | 2009년 8월  | '흥덕마을 6단지 자연&스위첸'에서 단지명 변경  |
| 흥덕마을 12단지 파밀리에         | 신동아건설        | 신동아건설              | 기흥구 흥덕3로 20 (영덕동)          | 2009년 10월 |                                               |
| 흥덕마을 11단지 경남아너스빌     | 경남기업          | 경남기업㈜              |                                     | 2009년 4월  |                                               |
| 흥덕마을 13단지 경남아너스빌     | 경남기업          | 대아레져산업㈜          |                                     | 2009년 6월  |                                               |
| 호반써밋 레이크파크              | 호반건설          | ㈜흥덕알이디            | 기흥구 흥덕1로79번길 37 (영덕동)    | 2009년 11월 | '흥덕마을 5단지 호반베르디움'에서 단지명 변경 |
| 흥덕마을 14단지 호반베르디움     | 호반건설          | 정광종합건설㈜          |                                     | 2010년 2월  |                                               |
| 기흥 해링턴플레이스              | ㈜효성 진흥기업   | ㈜아시아신탁            |                                     | 2019년 3월  |                                               |
| 기흥 푸르지오 포레피스           | 대우건설          | ㈜코리아신탁 ㈜동연기업 | 기흥구 덕영대로 2063 (영덕동)       | 2023년 5월  |                                               |
| 청현마을 데시앙                  | ㈜태영            | ㈜건우씨엔디            | 기흥구 덕영대로2077번길 51 (영덕동) | 2005년 2월  |                                               |

## 교통
용인서울고속도로 기점인 흥덕 나들목이 위치해 있으며, 42번 국도와 제 311호선 지방도도 영덕동을 통과한다.